# Andrew Koenig (programmeur)
Pour l'acteur américain homonyme, voir Andrew Koenig
Andrew Koenig, est un programmeur et un chercheur américain, expert reconnu des langages C et C++ et auteur de plusieurs ouvrages sur ces sujets.
Son nom est célèbre pour être associé à une méthode de résolution de noms à travers l'expression « Koenig lookup ».